# Unión de Trabajadores de la Industria Eléctrica y Riego
La Unión de Trabajadores de la Industria Eléctrica y Riego (UTIER) es uno de los sindicatos que representan trabajadores del Autoridad de Energía Eléctrica de Puerto Rico. El sindicato se fundó el 3 de mayo de 1942 en San Juan, Puerto Rico. Alguna vez era afiliada con la Federación Libre de Trabajadores y la Federación Estadounidense del Trabajo y Congreso de Organizaciones Industriales pero salió y continuó independientemente. El sindicato hoy representa alrededor de 4,800 trabajadores.